# Associazione Sportiva Martina Franca 1947
A Associazione Sportiva Martina Franca 1947, melhor conhecida como Martina, é uma equipe de  futebol italiana com sede na cidade de Martina Franca, Italia fundada em 1947 como Associazione Calcio Martina. As cores do clube são o branco e o azul.
O Martina milita atualmente no grupo C do campeonato da Lega Pro, o terceiro nível do campeonato italiano de futebol, e disputa as suas partidas como mandante no estádio Estádio Giuseppe Domenico Tursi que tem capacidade para 5.000 pessoas.
A partir de 2002 a Associazione Calcio Martina disputou o campeonato de Serie C1]], torneio e categoria abandonada em 2008 após o falimento.
Em 21 de agosto de 2008 a FIGC escreveu  na Prima Categoria a Gioventù Martina depois renomiada A.S.D. Martina. Depois da promoção na Seconda Divisione na temporada 2011-2012 conquistada no dia 6 de maio 2012. Com a vitória sobre o Sarnese, o Martina retornou ao profissionalismo, conseguindo quatro saltos de categoria consecutivos.